# Худуерші Дао-гао
Худуерші Дао-гао (кит.: 呼都而尸道皋; д/н — 46) — шаньюй держави хунну в 18—46 роках. Вів запеклу боротьбу з китайськими імператорами, відновивши незалежність.

## Життєпис

### Молоді роки
Син шаньюя Хухан'є. При народженні звався Юй. У 8 році дон. е. новий шаньюй Учжулю призначив його західним тукі-ваном. У 9 році н. е. очолив посольство до імператора Ван Мана з проханням повернути стару печатку шаньюя, якого підтверджувався державний статус останнього. Втім Юй отримав відмову.
У 11—13 роках брав участь у набігах на китайські землі. В цей час помирає йогобрат Ло, східний тукі-ван, внаслідок чогоЮй стає найпершим претендентом на трон. Втім 13 році після смерті Уджулю внаслідок інтриг гудухоу (палацового управителя) Сюйбудана та «партії миру» владу отримав йогоі нший брат Улей. Останній призначив Юя східним гулі-ваном.
В часи панування Улея зумів суттєво закріпити свій авторитет серед князів хунну. Тому спокійно перебрав владу у18 році після смерті Улея. Прийняв ім'я Худуерші Дао-гао.

### Шаньюй
Призначив небожа Бі югянь-жичжо-ваном ухуань (заступником начальника над ухуанями), а зведеного брата Ічжияси — сюуй-ваном (офіційним спадкоємцем). Спочатку вирішив замиритися з імператором, відправивши 19 року до Ван Мана посольство на чолі із князем Юньданом і цзюйкюєм Ше. Але за наказом імператора останніх було арештовано і силою привезено до Чан'аня. Тут Ван Ман оголосив Юньдана шаньюєм під ім'ям Сюйбу. Планувалося зібрати армію, повалити Худуерші Дао-гао і поставити шаньюя Сюйбу. Але поки йшли військові збори, хунну за наказом шаньюя знову почали вторгнення на китайські володіння. Невдовзі Сюйбу захворів і помер.
У 20 році шаньюй наказав вбити сюуй-вана Ічжияси за підозрою у змові з імператором. Насправді шаньюй бажав розчистити шлях до влади синові Удадіхоу. Ван Ман одружив Ше на своїй доньці і планував зробити його шаньюєм. Але у 23 році повсталі повалили й стратили Ван Мана.
24 року прийняв посольство від ханського імператора Лю Сюаня, але вирішив, що йому не надали належної поваги. Хунну розграбувавши північні землі, почали поступово вбиратися до центральних провінцій. Цьому сприяв загальний розгардіяш й боротьба за владу. Шаньюй вирішив підтримати авантюриста Лу Фана, що видавав себе за представника династії Хань. Все це дозволяло спокійно грабувати китайські землі.
У 26 році прийняв посольство від нового ханського імператора Ґуан У, що повернуло колишню печатку шаньюїв. Цим відновлено статус держави хунну. Але шаньюй відмовився визнати зверхність Східна Хан. У 28 році шаньюй вдерся до імперії, але зазнав поразки.
У 30 році відбувся обмін посольствами і подарунками, які не мали успіху, оскільки Худуерші Дао-гао бажав відновлення договору 162 року до н. е. (рівний статус держав та щорічне піднесення хунну подарунків), а імператор — договору 55 року до н. е. (визнання шаньюєм зверхності імперії). Спроба ханського війська приборкати хунну була відбита шаньюєм. У відповідь він наказав посилити напади на китайські землі.
35 року змусив китайську залогу залишити фортецю Шофан в Ордосі. У 37 році постійні напади хунну зусили імператорський уряд почати переселення населення з провінцій Бін і Ю на схід, де стояли фортеці Чаншаньгуань і Цзюйюнгуань, а хунну стали заселяли кинуті землі.
У 40 році видав Лу Фана ханському уряду, розраховуючи на багаті подарунки, але нічого не отримав. У відповідь хунну почали більш потужні напади на Східну Хань. У 44—45 роках плюндрувалися командорства Шандан, Фуфен, Тяньшуй, Шан і Чжуншань (в сучасних провінціях Хебей, Шаньсі і Ганьсу).
Помер Худуерші Дао-гао 46 року. Йому спадкував син Удадіхоу.